# Heinrich Stieglitz

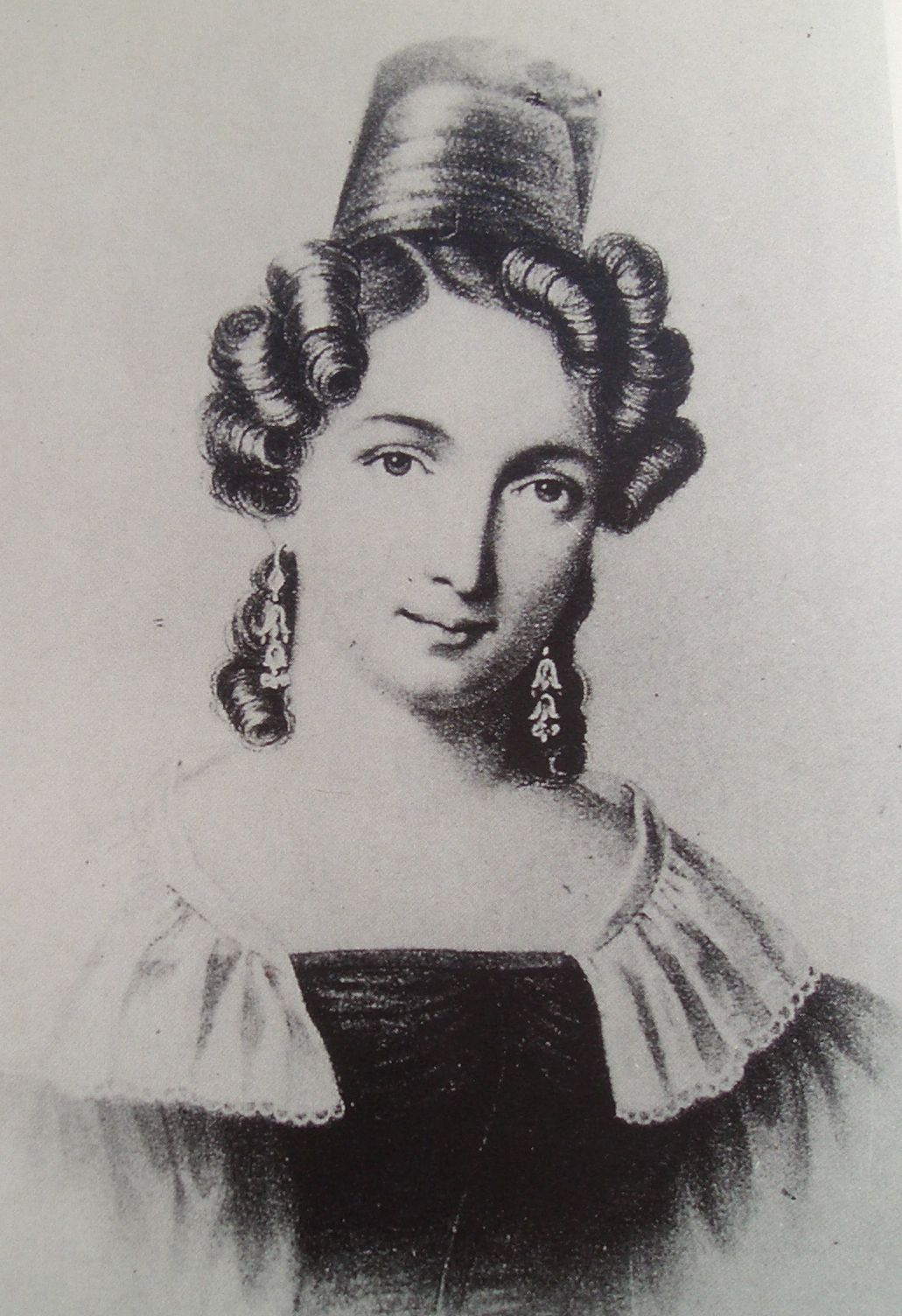
Charlotte Stieglitz.

Heinrich Wilhelm Stieglitz, född den 22 februari 1801 i Arolsen, död den 23 augusti 1849 i Venedig, var en tysk skald. 
Stieglitz blev 1828 gymnasielärare i Berlin, men lämnade denna befattning och begav sig 1833 på resor i Ryssland.
I förhoppning, att en djup sorg skulle verka stärkande på hans personlighet, dödade sig hans maka, Charlotte Sophie Stieglitz (född Willhöft 1806), 1834. Hans rika, men föga djupa begåvning, som sedan länge hämmats i sin utveckling av nervsjukdom, frigjordes likväl ingalunda härav. 
Till hans bästa arbeten hör Gedichte zum Besten der Griechen (1823), Bilder des Orients (4 band, 1831-33), Stimmen der Zeit in Liedern (1833), Bergesgrüsse (1839) och en Selbstbiographie (1865). Stieglitz Briefe an seine Braut utgavs 1859 i 2 band.